# Neocorus zikani
Neocorus zikani é uma espécie de besouros de chifres longos da família Cerambycidae. É encontrada nas regiões sudeste e sul do Brasil e no Uruguai.
Foi descrito pela primeira vez em 1920 por Julius Melzer.